# Sabri Lamouchi
Sabri Lamouchi (9 de noviembre de 1971) es un exfutbolista y entrenador francés con ascendencia tunecina. Actualmente dirige al Al-Diraiyah FC.

## Carrera como jugador
Lamouchi comenzó su carrera profesional en el Olympique Alès. Posteriormente, brilló en el AJ Auxerre, donde jugó 4 años (1994-1998) y ganó una Ligue 1 y una Copa de Francia, y de ahí se fue al AS Monaco, que también fue campeón de Liga. En el 2000 pasó a jugar en Italia, siendo contratado por el Parma FC. En este equipo se convirtió en pieza clave y sumó un nuevo título a su palmarés, la Copa de Italia. Tras una temporada infructuosa en las filas del Inter de Milán y otra en el Genoa CFC, regresó a Francia de la mano del Olympique de Marsella. Concluyó su carrera en Catar, siendo futbolista del Al-Rayyan, del Umm-Salal SC y por último, del Al-Kharitiyath SC, donde colgó las botas en 2009.

## Carrera como entrenador

#### Selección de Costa de Marfil
El 28 de mayo de 2012, Lamouchi fue nombrado nuevo seleccionador de Costa de Marfil en sustitución de François Zahoui. El 2 de junio de 2012, ganó su primer partido al mando de los elefantes, en un encuentro contra Tanzania (2-0).
Durante la Copa Africana de Naciones 2013, Costa de Marfil fue eliminada en los cuartos de final por Nigeria. Lamouchi logró llevar a su selección al Mundial de Brasil, pero presentó su renuncia al ser eliminado en la fase de grupos tras perder el último partido contra Grecia (2-1).

#### El-Jaish SC
En diciembre de 2014, firmó como nuevo técnico del El-Jaish SC. Con este equipo, ganó una Copa Príncipe de la Corona de Catar.

#### Stade Rennais
En noviembre de 2017, se incorporó al Stade Rennais Football Club. Llevó al equipo bretón de la zona media de la tabla al 5.º puesto al término de la Ligue 1 2017-18, clasificándose para la Liga Europa. Sin embargo, en diciembre de 2018, el club anunció que había decidido despedir al técnico. En aquel momento, el equipo ocupaba la 14.ª posición de la Ligue 1 tras haberse disputado 15 jornadas de competición.

#### Nottingham Forest
En junio de 2019, relevó a Martin O'Neill en el banquillo del Nottingham Forest. Lamouchi guio al Nottingham Forest a su posición más alta en la liga desde la temporada 2010-11 y también se convirtió en el primer entrenador de Forest en completar una temporada completa en más de nueve años. Fue destituido tras poco más de un año en el cargo, en octubre de 2020, tras encajar 4 derrotas consecutivas. El equipo inglés había perdido los cinco partidos oficiales de la nueva temporada y no había podido ganar en sus últimos once encuentros.

#### Al-Duhail SC
A finales de 2020, firmó por el Al-Duhail SC de la Qatar Stars League. El 9 de agosto de 2021, su contrato fue rescindido de mutuo acuerdo.

#### Cardiff City
El 27 de enero de 2023, fue contratado por el Cardiff City. Logró la permanencia en el EFL Championship para el equipo galés, pero no continuó en el cargo.

#### Al-Riyadh
El 12 de julio de 2024, asumió al frente del Al-Riyadh. En abril de 2025, fue destituido de su cargo después de una serie de malos resultados en la Liga Profesional Saudí.

#### Al-Diraiyah
En junio de 2025, se incorporó al Al-Diraiyah FC.

## Clubes

### Como futbolista
| Club                  | País    | Año         |
| --------------------- | ------- | ----------- |
| Olympique Alès        | Francia | 1990 - 1994 |
| AJ Auxerre            | Francia | 1994 - 1998 |
| AS Monaco             | Mónaco  | 1998 - 2000 |
| Parma FC              | Italia  | 2000 - 2003 |
| Inter de Milán        | Italia  | 2003 - 2004 |
| Genoa CFC             | Italia  | 2004 - 2005 |
| Olympique de Marsella | Francia | 2005 - 2006 |
| Al-Rayyan             | Catar   | 2006 - 2007 |
| Umm-Salal SC          | Catar   | 2007 - 2008 |
| Al-Kharitiyath SC     | Catar   | 2009        |

### Como entrenador
| Club                         | País                | Año         | P   | PG  | PE | PP | % p.   |
| ---------------------------- | ------------------- | ----------- | --- | --- | -- | -- | ------ |
| Selección de Costa de Marfil | Costa de Marfil     | 2012 - 2014 | 18  | 8   | 5  | 5  | 53.70% |
| El-Jaish SC                  | Catar               | 2015 - 2017 | 78  | 41  | 15 | 21 | 58.97% |
| Stade Rennais FC             | Francia             | 2017 - 2018 | 50  | 19  | 13 | 18 | 46.67% |
| Nottingham Forest            | Inglaterra          | 2019 - 2020 | 55  | 20  | 16 | 19 | 46.06% |
| Al-Duhail                    | Catar               | 2020 - 2021 | 19  | 13  | 1  | 5  | 70.17% |
| Cardiff City                 | Gales               | 2023        | 18  | 6   | 2  | 10 | 37.03% |
| Al-Riyadh                    | Arabia Saudita      | 2024-2025   | 31  | 10  | 8  | 13 | 40.86% |
| Al-Diraiyah FC               | Arabia Saudita      | 2025-       |     |     |    |    |        |
| Total en su carrera          | Total en su carrera | 2012 - 2025 | 269 | 117 | 60 | 93 | 50.92% |

## Palmarés

### Como futbolista
AJ Auxerre
- Ligue 1: 1995-96
- Copa de Francia: 1996

AS Mónaco
- Ligue 1: 1999-00

Parma FC
- Copa de Italia: 2002

Umm-Salal
- Copa del Emir de Catar: 2008

### Como entrenador
El-Jaish SC
- Copa Príncipe de la Corona de Catar: 2014